# Skylanders: Giants
Skylanders: Giants è un videogioco sviluppato da Toys for Bob e distribuito da Activision con l'introduzione dei giganti,  ovvero personaggi più grandi del normale, e dei personaggi Lightcore, ovvero statuine che si illuminano una volta posti sul Portale del Potere.

## Trama
Kaos, l'antagonista del gioco, riesce a ritornare a Skylands dopo essere stato mandato sulla Terra nel titolo precedente e decide ancora una volta di tentare la conquista delle Skylands servendosi questa volta del Pugno di Ferro di Arkus, appartenuto al primo re degli Arkeyan il quale aveva combattuto con il suo esercito di robot 10.000 anni prima contro i Giganti. Kaos, riattivando il robot Arkeyan Conquistatron, parte alla ricerca del Pugno di Ferro di Arkus e il giocatore, assieme agli Skylanders, dovrà impedire a Kaos di riattivare il Re Arkeyan e il suo esercito di guerrieri robot.

## Personaggi e doppiatori
| Personaggio           | Doppiatore originale     | Doppiatore italiano |
| --------------------- | ------------------------ | ------------------- |
| Spyro                 | Josh Keaton              | Ruggero Andreozzi   |
| Ninjini               | Laura Bailey             | Gea Riva            |
| Camo                  | André Sogliuzzo          | Oliviero Corbetta   |
| Voodood               | André Sogliuzzo          |                     |
| Thumpback             |                          |                     |
| Gill Grunt            | Darin De Paul            |                     |
| Trigger Happy         | Dave Wittenburg          | Stefano Brusa       |
| Eruptor               | Keythe Farley            | Pietro Ubaldi       |
| Bash                  |                          |                     |
| Hot hed               |                          | Pietro Ubaldi       |
| Ignitor               | Dwight Schultz           | Marco Balzarotti    |
| Chop-Chop             |                          |                     |
| Terrafin              | Joey Camen               |                     |
| Boomer                | Freddie Winston          |                     |
| Ghost Roaster         | John Kassir              |                     |
| Prism Break           | Peter Lurie              |                     |
| Sunburn               | Troy Baker               | Oliviero Corbetta   |
| Brock                 | Troy Baker               | Tony Fuochi         |
| Slam Bam              |                          | Marco Balzarotti    |
| Zook                  |                          |                     |
| Swarm                 |                          | Daniele Demma       |
| Warnado               |                          |                     |
| Wrecking Ball         | Ryan Cooper              |                     |
| Wham Shell            | Chris Parson             | Pietro Ubaldi       |
| Zap                   | Jeff Bergman             |                     |
| Stealth Elf           | Audrey Wasilewski        | Patrizia Scianca    |
| Sonic Boom            | Lani Minella             | Daniela Fava        |
| Cynder                | Tobie LaSalandra         | Daniela Fava        |
| Whirlwind             | Salli Saffioti           | Elda Olivieri       |
| Hex                   | Courtenay Taylor         | Daniela Fava        |
| Stump Smash           | Kevin Michael Richardson | Pietro Ubaldi       |
| Tree Rex              | Kevin Michael Richardson | Pietro Ubaldi       |
| Dino-Rang             | Thomas Bromhead          | Oliviero Corbetta   |
| Drill Sergant         | Thomas Bromhead          | Davide Garbolino    |
| Lightning Rod         | Alex Ness                |                     |
| Drobot                | Alex Ness                | Marco Balzarotti    |
| Double Trouble        | Alex Ness                |                     |
| Pop Fizz              | Bobcat Goldthwait        | Marco Balzarotti    |
| Jet-Vac               | Ally McCrae              | Oliviero Corbetta   |
| Flashwing             | Tara Strong              | Giuliana Atepi      |
| Chill                 | Julie Nathanson          | Giuliana Atepi      |
| Fright Rider          | Yuri Lowenthal           | Ruggero Andreozzi   |
| Sprocket              | Elizabeth Daily          | Jolanda Granato     |
| Bouncer               | Bumper Robinson          | Davide Albano       |
| Crusher               | Kevin Sorbo              | Alberto Olivero     |
| Eye Brawl             | Travis Willingham        | Raffaele Farina     |
| A.I.                  | Bernardo de Paula        |                     |
| Master Eon            | Daniel Hagen             | Marco Pagani        |
| Cali                  | Sumalee Montano          | Elda Olivieri       |
| Flynn                 | Patrick Warburton        | Stefano Albertini   |
| Persephone            | Laura Bailey             | Jenny De Cesarei    |
| Auric                 | Steven Blum              |                     |
| Quigley               | Hope Levy                |                     |
| Arkeyan Conquistatron | George Takei             |                     |
| Glumshanks            | Chris Cox                | Silvio Pandolfi     |
| Kaos                  | Richard Steven Horvitz   | Luca Sandri         |